# Rolls-Royce Griffon
Pour les articles homonymes, voir Griffon.

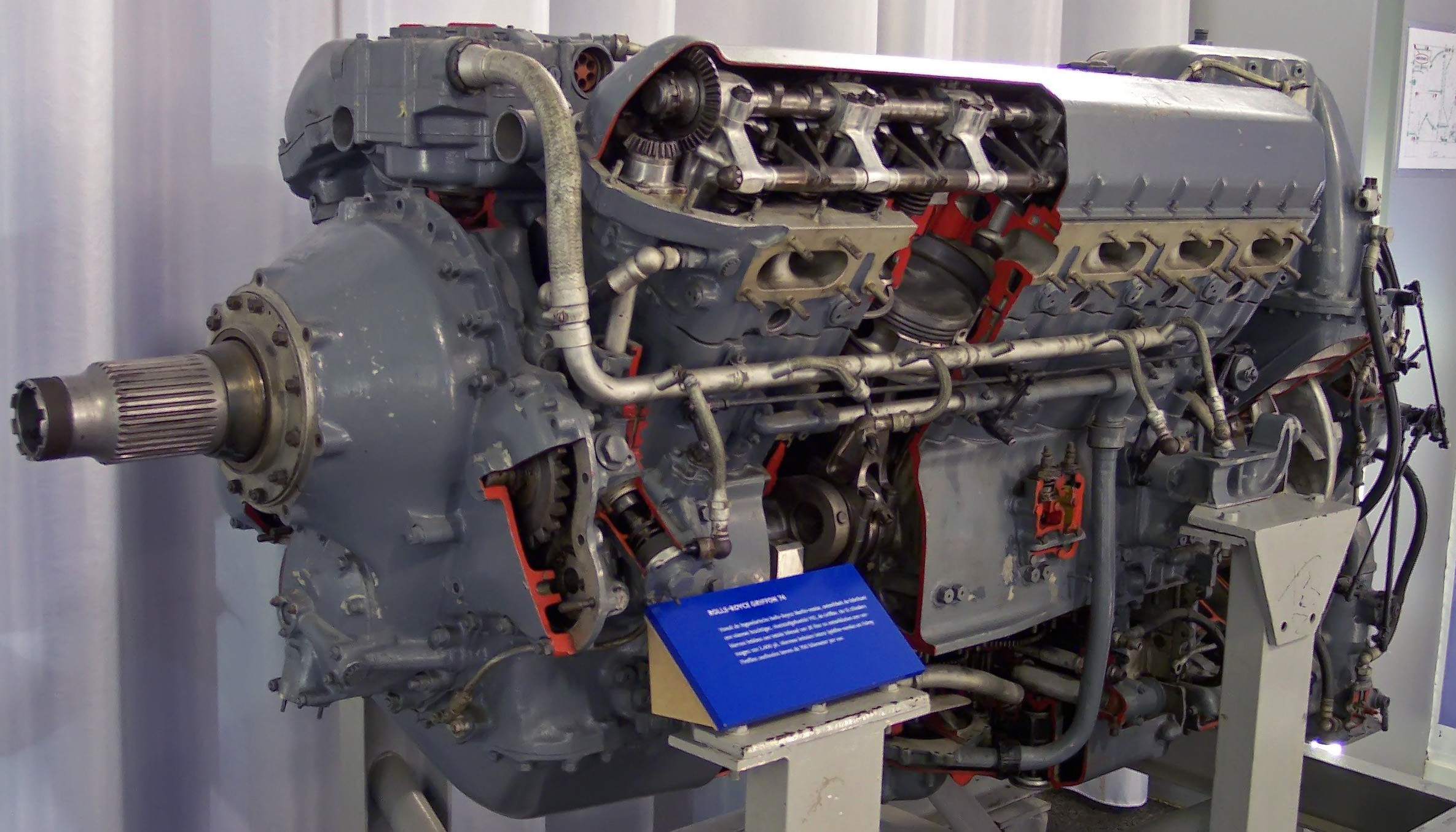
Écorché d'un moteur Rolls-Royce Griffon.

Le Griffon est un moteur V12 Rolls-Royce à 60° d'une cylindrée de 36,70 litres.
Successeur du moteur Merlin dont il reprenait l'architecture générale, sa puissance, selon les versions, variait de 1 700  à   2 400 ch. Il a été développé entre 1940 et 1942.
Étant donné leurs cylindrées respectives, le Merlin (27 litres) est extrapolé du Kestrel (22 litres), tandis que le Griffon (37 litres) est plus directement dérivé du « R » qui équipait les fameux hydravions Supermarine de la Coupe Schneider, le « R » ayant lui-même été élaboré à partir du Buzzard.

## Avions équipés du Griffon
- Avro Shackleton
- Blackburn B-54 (en) (prototype)
- Bristol Beaufighter
- CAC CA-15 Kangaroo (prototype)
- Fairey Barracuda
- Fairey Firefly
- Folland Fo.108 (en) (banc d'essai)

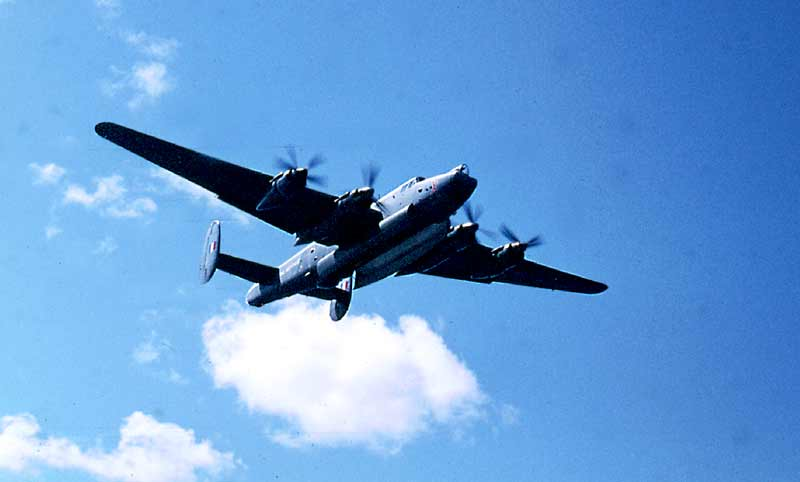
Le patrouilleur Avro Shackleton était équipé de 4 moteurs Rolls-Royce Griffon.

- Hawker Fury (1 seul avion en a été équipé)
- Hawker Henley (en) (1 avion a servi de banc d'essai pour le Griffon II)
- Hawker Tempest Mk III/IV
- Martin-Baker MB.5 (prototype)
- Supermarine Seafang
- Supermarine Seafire
- Supermarine Seagull (2 prototypes)
- Supermarine Spiteful
- Supermarine Spitfire